# Har Peres
Har Peres (hebrejsky: הר פרס, arabsky: تل الفرس, Tal al-Faras) je hora sopečného původu o nadmořské výšce 929 metrů na Golanských výšinách, na syrském území od roku 1967 obsazeným Izraelem.
Nachází se v jihovýchodní části Golanských výšin, 16 kilometrů východně od města Kacrin a 35 kilometrů jihovýchodně od města Madždal Šams, cca 2 kilometry od linie izraelské kontroly. Jde o řídce zalidněnou krajinu. Nejbližším sídlem je vesnice Kešet 5 kilometrů severozápadním směrem. Ze západu horu míjí dálnice číslo 98.
Har Peres je součástí pásu vrcholů sopečného původu, které lemují východní okraj Golanských výšin. Jde o izolovaný odlesněný kužel, který vystupuje cca 200 metrů nad okolní planinu. Z vrcholu se nabízí kruhový výhled na Golanské výšiny i hluboko do vnitrozemí Sýrie, zejména do regionu Džebel Drúz. Krátce po roce 1967 se na jihovýchodním svahu hory usadila skupina židovských osadníků z polovojenských oddílů Nachal, kteří se později přesunuli o něco hlouběji do vnitrozemí a zřídili současnou vesnici Gešur. Na jižním úbočí Har Peres se nachází lom na kámen provozovaný vesnicí Merom Golan.
Během jomkipurské války v roce 1973 se v okolí Har Peres odehrávaly těžké boje mezi izraelskou armádou a syrskými vojsky. V kruzích izraelské armády je hora známá též jako Tel Zohar (תל זוהר), podle vojáka, který tu tehdy při obraně státu padl.